# V391 Pegasi b
V391 Pegasi b, también conocida como HS 2201+2610 b, es un planeta extrasolar que orbita la estrella V391 Pegasi aproximadamente a 4570 años luz de distancia en la constelación de Pegaso. El planeta fue descubierto por medio de la medición de estrellas variables, que mide las anomalías en la variabilidad de la estrella causado por un planeta. Se encontró que la masa es de 3,2 veces la de Júpiter, con un semieje mayor de 1,7 UA, y el período orbital de 1,170 días. El planeta fue descubierto en marzo del 2007 y publicado en septiembre de 2007. Su supervivencia indica que los planetas a distancias similares a la Tierra pueden sobrevivir a la fase de gigante roja de su estrella aunque este es un planeta mucho más grande que la Tierra (aproximadamente el mismo tamaño que Júpiter y Saturno).